# Attentat (chanson)
Pour les articles homonymes, voir Attentat (homonymie).
Singles de Imen Es
Je sais
(2019)
Attentat est un single de la chanteuse Imen Es, sorti le 23 novembre 2018. Le single est certifié single de platine en France.

## Écriture et composition
La chanson est écrite par Abou Debeing et produite par DJ Erise et Abou Debeing.
Attentat est une chanson R&B aux influences pop écrite dans la tonalité de si majeur avec un tempo modéré de 194 battements par minute. Attentat raconte une histoire de rupture. 

## Clip vidéo
En janvier 2025, le clip d'Attentat comptait plus de 79 millions de vues sur YouTube.

## Classements et certification

### Classements hebdomadaires
| Classements (2018)              | Meilleure position |
| ------------------------------- | ------------------ |
| France (SNEP)                   | 23                 |
| France (SNEP Ventes)            | 54                 |
| Belgique (Wallonie Ultratip 50) | 4                  |

### Certification
| Région                                                                                                 | Certification | Ventes/Streams |
| --- | ------------- | -------------- |
| France (SNEP)                                                                                          | Platine       | 30 000 000*    |
| *Ventes selon la certification ^Mise en rayon selon la certification xNon précisé par la certification |               |                |